# Tammerfors kvinnokompani
Tammerfors kvinnokompani var enhet i Tammerfors röda garde under finska inbördeskriget våren 1918. Dessutom samarbetade man med Birkalas röda garde som ställts upp i Birkala församling.
Många varierande åsikter har framförts under årtiondena om kvinnogardets inblandning i slaget om Tammerfors. Gardisternas mod har traditionellt berömts och de har betraktats som tappra kämpar, men exempelvis Tuomas Hoppu, som skrev om Tammerfors kvinnogarde på 2000-talet, menar att berättelserna kraftigt överdrivits.

## Allmänt
Tammerfors kvinnogarde bildades på initiativ av arbetarkvinnor i staden den 11 mars 1918, mindre än en vecka innan de vitas belägring av staden. Enhetens styrka bestående av kvinnliga arbetare i Tammerfors var cirka 270 personer. Gardets medlemmar var mestadels unga ensamstående kvinnor, varav de yngsta var tonåringar. Gardisterna tjänade mestadels i vakttjänst och som milis, men de deltog också i själva slaget. Totalt 11 medlemmar av gardet stupade. Efter de röda kapitulation ställdes 117 gardister inför Statsförbrytelsedomstolen, av vilka 29 dömdes villkorslöst.

## I kulturen
2015 färdigställdes filmen Tuntemattomat. Raatihuoneen puolustajat 1918 (Okända. Rådhusets försvarare 1918), regisserad av Timo Malmi. Filmen är baserad på hans diktsamling som publicerades året före.